# Бункер Крыся

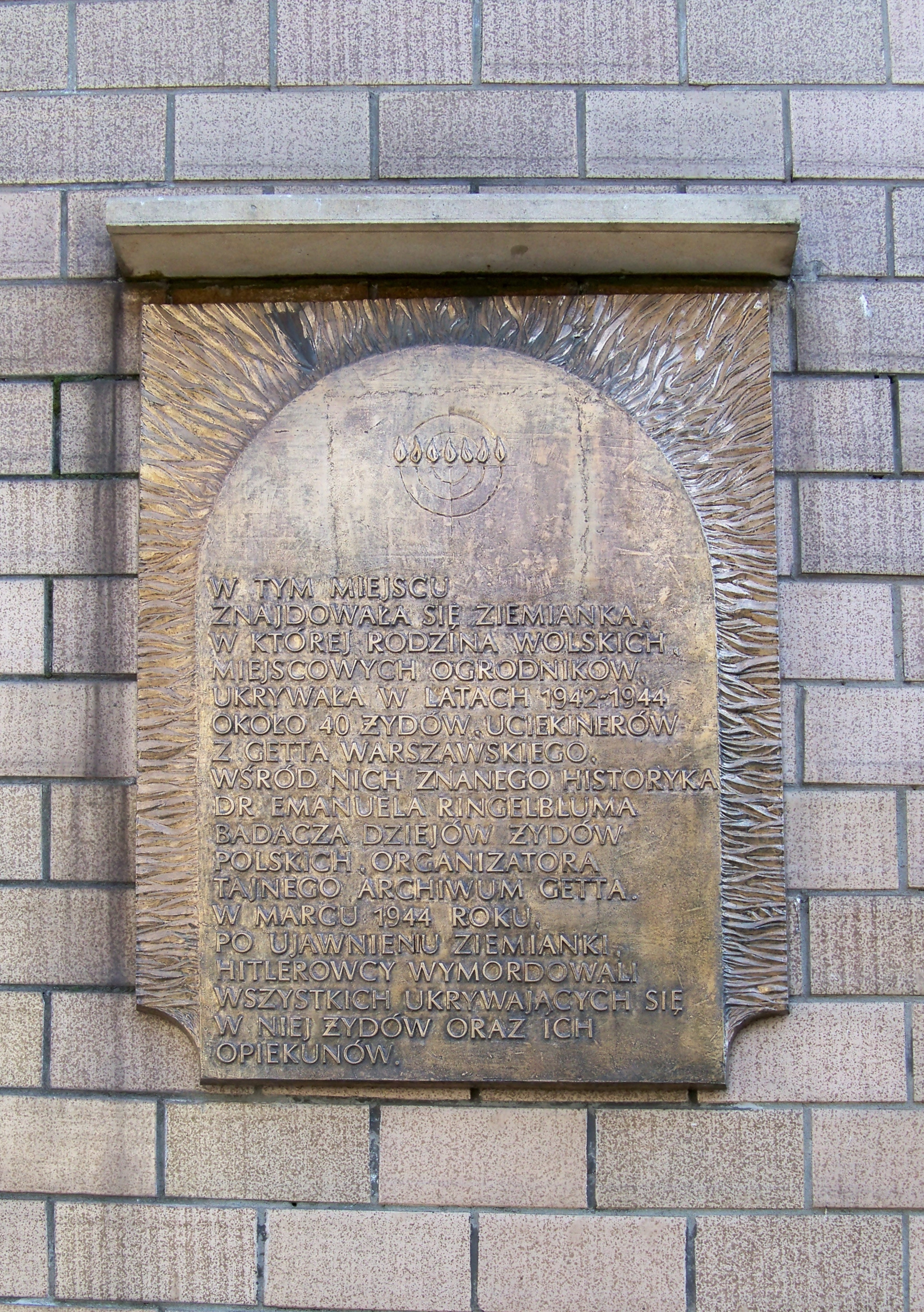
Мемориальная табличка на стене дома № 77 по улице Груецкой, Варшава, Польша

Бункер «Крыся» (пол. Bunkier «Krysia») — название бывшей землянки, находившейся с 1942 по март 1944 года на улице Груецкой, Варшава. Во время немецкой оккупации Варшавы в этой землянке, находившейся в саду польской семьи Вольских, скрывались от нацистского преследования 38 евреев, бежавших из Варшавского гетто. Бункер Крыся был самым большим укрытием для евреев в «арийской» части Варшавы. В марте 1944 года бункер Крыся был раскрыт Гестапо и все скрывавшиеся евреи вместе с укрывавшими их Мечиславом Вольским и его племянником Янушем Высоцким были расстреляны.
Бункер располагался под небольшой остеклённой теплицей, поэтому своё название он получил от скрывавшихся в нём евреев, которые шутливо называли своё убежище «кристалликом» (по-польски «крыся»).

## История
Бункер Крыся был организован в 1942 году на территории земельного участка (сегодня — это участок земли, на котором стоит дом № 81 — по другим данным это дом № 84 по улице Груецкой), который принадлежал польскому садоводу Мечиславу Вольскому. Бункер строили несколько молодых евреев, которые нелегально переправлялись из Варшавского гетто специально для строительства убежища. Расходы на строительство и содержание бункера частично взяла на себя семья Вольских и частично подпольная польская организация «Жегота».
С 1942 по 1944 года в бункере скрывалось десять еврейских семей общей численностью 38 человек. Среди жителей бункера преобладали люди молодого и среднего возраста. Были несколько детей и пожилых людей. В бункере скрывался польский историк Эммануэль Рингельблюм со своей женой Юдитой и сыном Ури.
Связь с внешним миром и подпольными организациями осуществлял хозяин дома 32-летний Мечислав Вольский. Племянник Мечислава Вольского подросток Януш Высоцкий исполнял роль сторожа, предостерегая жителей бункера о приближении посторонних лиц. Януш Высоцкий вместе с еврейским подростком Шимоном отвечал также за вынос хозяйственного мусора и продуктов жизнедеятельности из убежища. В укрытии евреев участвовали все члены семьи Вольских и некоторые их родственники, среди которых была Галина Чекаевская, отвечавшая за медицинскую помощь. Чтобы избежать подозрения при закупке большого количества продовольствия Мечислав Вольский открыл небольшой продуктовый магазин при своём доме.
Бункер располагался под остеклённой теплицей, располагавшейся в саду семьи Вольских. Землянка имела форму длинного узкого прямоугольника общей площадью 28 квадратных метров и была совместима с размером парника. По обе стороны землянки располагались двухъярусные нары, на которых могли разместиться 34 человека. Остальные 4 человека спали на раскладных кроватях. Между нарами стоял длинный стол со скамейками. В бункере были две карбидных лампы. В отсеке на левой стороне землянки находилась небольшая кухня, дым от которой был замаскирован наверху в теплице растительностью. Туалетом служило ведро, отделённое затемнённой ширмой. В бункере была постоянная высокая температура. Из-за плохих гигиенических условий в бункере был плохой запах. В течение всего рабочего дня укрывавшиеся должны были соблюдать абсолютную тишину, чтобы не привлекать внимание работников, нанятых Мечиславом Вольским для выращивания овощей в его саду. Большая скученность и постоянная опасность вызывала психологические проблемы у жителей бункера. Известно, что из-за этих условий в бункере покончила с собой 13-летняя девушка Барбара.
В середине февраля 1944 года 18-летний Ян Лакинский донёс гестапо о существовании бункера. 7 марта 1944 года на территорию сада вошли гестаповцы и бункер был почти сразу же обнаружен. Избитый Мечислав Вольский пытался убедить гестаповцев, что он и его семья ничего не знала о существовании землянки. Однако в это же время в бункере находился вместе с укрывшимися евреями его племянник Януш, поэтому немцы не поверили Мечиславу. Во время обнаружения бункера, приняв цианид, покончил с собой один из укрывавшихся адвокат Тадеуш Клингер. Пустой бункер немцы забросали гранатами.
Все укрывавшиеся 38 евреев вместе с Мечиславом Вольским и Янушем Высоцким были арестованы и отправлены в тюрьму Павяк. 10 марта 1944 года все арестованные были расстреляны среди разрушенного Варшавского гетто.
Суд Варшавского округа Армии Крайовой приговорил Яна Лакинского к смерти. Приговор был приведён в исполнение 24 марта 1944 года группой Станислава «Руги» Сеньковского у ворот дома Лакинского.

## Память
- 27 апреля 1990 года на стене дома № 77 по улице Груецкой, на месте бывшего сада Вольского, была размещена мемориальная табличка;
- В 1989 году некоторые члены семьи Вольских (Мечислав, Малгожата, Галина и Ванда) и Януш Высоцкий были объявлены «праведниками мира».

## Источник
- Orna Jagur: Bunkier «Krysia». Łódź: Oficyna Bibliofilów, 1997. ISBN 83-86058-75-7.
- Gunnar S. Paulsson: Utajone miasto. Żydzi po aryjskiej stronie Warszawy (1940—1945). Kraków: Znak, 2009. ISBN 978-83-240-1252-7.
- Teresa Prekerowa: Konspiracyjna Rada Pomocy Żydom w Warszawie 1942—1945. Warszawa: Państwowy Instytut Wydawniczy, 1982. ISBN 83-06-00622-4.